# Conflent
Conflent é uma região histórica e natural do sul da França, no departamento dos Pirenéus Orientais, na região de Languedoque-Rossilhão. Até à assinatura do Tratado dos Pirenéus em 1659 pertencia à Coroa de Aragão como parte do Rossilhão. Sua capital é a cidade de Prades.

## Comunas da comarca
- Ayguatébia-Talau
- Arboussols
- Baillestavy
- Campôme
- Canaveilles
- Casteil
- Catllar
- Caudiès-de-Conflent
- Clara
- Codalet
- Conat
- Escaro
- Espira-de-Conflent
- Estoher
- Eus
- Fillols
- Finestret
- Fontpédrouse
- Fuilla
- Glorianes
- Joch
- Jujols
- La Bastide
- Los Masos
- Mantet
- Marquixanes
- Molitg-les-Bains
- Mont-Louis
- Mosset
- Nohèdes
- Nyer
- Olette
- Oreilla
- Planès
- Py
- Prades
- Railleu
- Ria-Sirach
- Rigarda
- Rodès
- Sahorre
- Sansa
- Sauto
- Serdinya
- Souanyas
- Tarerach
- Taurinya
- Thuès-Entre-Valls
- Urbanya
- Valmanya
- Vernet-les-Bains
- Villefranche-de-Conflent
- Vinça